# Суші (Во)
Суші (фр. Suchy) — громада  в Швейцарії в кантоні Во, округ Юра-Нор-Водуа.

## Географія
Громада розташована на відстані близько 70 км на захід від Берна, 22 км на північ від Лозанни.
Суші має площу 6,6 км², з яких на 3,4% дозволяється будівництво (житлове та будівництво доріг), 59,3% використовуються в сільськогосподарських цілях, 37,2% зайнято лісами, 0% не є продуктивними (річки, льодовики або гори).

## Демографія
2019 року в громаді мешкало 645 осіб (+52,1% порівняно з 2010 роком), іноземців було 17,8%. Густота населення становила 97 осіб/км².
За віковим діапазоном населення розподілялося таким чином: 27% — особи молодші 20 років, 64% — особи у віці 20—64 років, 9% — особи у віці 65 років та старші. Було 240 помешкань (у середньому 2,7 особи в помешканні).
Із загальної кількості 123 працюючих 32 було зайнятих в первинному секторі, 31 — в обробній промисловості, 60 — в галузі послуг.